# اسنلند
اسنلند (به انگلیسی: Snelland) یک روستا و محله مدنی در بریتانیا است که در West Lindsey واقع شده‌است. اسنلند ۹۱ نفر جمعیت دارد.